# Сія Колісі
Сіямтанда Колісі (коса Siyamthanda Kolisi; нар. 16 червня 1991, Порт-Елізабет, ПАР) — південноафриканський професійний регбіст, капітан національної збірної Південної Африки, а також «Селл Сі Шаркс». Бере участь з командою «Шаркс» на чемпіонаті Кубок Каррі. Зазвичай грає на позиції фланкера та вільного форварда. У 2018 році Колісі отримав призначення капітаном «Спрінгбокс», ставши першим темношкірим на цій посаді і зрештою привів південноафриканську команду з регбі до перемоги у фінальному матчі проти збірної Англії на Чемпіонату світу з регбі 2019 року. У грудні 2019 року журнал «Нью Афрікан» включив Колісі до списку 100 найвпливовіших африканців. У квітні 2023 року південноафриканський уряд нагородив Колісі національним орденом Іхаманга за його внесок у регбі.

## Ранні роки
Колісі виріс у містечку Звіде, Ібхая у Порт-Елізабет. Мати Колісі, Пхакама, народила його у 16 років, а його батько, Фезакеле, був учнем випускного класу. Мати померла, коли Сії було 15 років, потім вихованням займалася бабуся Нолуламіле. 12-річний хлопець вразив скаутів на юнацькому турнірі у Моссел-Бей, і йому запропонували стипендію у Грей Джуніор у Порт-Елізабет. Згодом він отримав стипендію з регбі у середній школі Грея, у якій також навчалися південноафриканські гравці у крикет Грем Поллок й член збірної Англії з регбі Майк Кетт. Колісі був постійним членом першої XV команди з регбі. Він грав за команду «Істерн Провінс Кінгс» у 2007—2009 роках, виступаючи на змаганнях у командах до 16 та 18 років. Потім приєднався до «Вест Провінс». Він також представляв молодіжну національну збірну Південної Африки з регбі два роки поспіль.

## Клубна кар'єра
Свій перший матч на професійному рівні провів під час Кубка Водаком у 2011 році у матчі проти «Голден Лайонс». Того ж року він з'явився на Кубку Каррі. У 13 матчах йому вдалося занести 4 спроби, зокрема вирішальний гол у матчі проти «Блу Буллз».
У 2012 році Колісі перейшов до команди «Стормерс». З командою він зіграв 16 матчів протягом сезону, з результатом в одну спробу. Через травму пальця руки у другій половині року Сія з'явився лише в одному матчі.
Попри жорстку конкуренцію серед вільних форвардів Колісі вдалося повернутися у команду. Він 13 разів з'являвся на полі, записавши 2 спроби, які принесли йому перше міжнародне визнання. Участь у збірній на Чемпіонат з регбі 2013 року дала можливість виступити на Кубку Каррі лише у 3 останніх матчах, не змігши запобігти домашній поразці від «Шаркс» з рахунком 33–19 у фінальній грі.
20 лютого 2017 року Колісі обрали новим капітаном «Стормерс». 28 травня 2018 року його переобрали знову. Він став першим темношкірим капітаном команди за її 126-річну історію. Браян Габана, колишній гравець збірної, високо оцінив призначення: «Це знаменна подія для південноафриканського регбі та момент в історії Південної Африки».
Колісі входив до ради директорів MyPlayers Rugby, організації гравців усіх професійних регбістів Південної Африки.
Колісі підписав контракт з «Шаркс» у лютому 2021 року після успішної покупки більшості акцій клубу компанією MVM Holidings.

## Міжнародна кар'єра
Колісі виступав за молодіжну збірну Південної Африки, яка брала участь у юніорських чемпіонатах світу IRB у 2010 та 2011 роках.
Колісі дебютував у національній збірній 15 червня 2013 року у матчі проти Шотландії на стадіоні Мбомбела у Нелспруїті. Він замінив травмованого Арно Боту на 5-й хвилині і його визнали найкращим гравцем матчу, оскільки Південна Африка перемогла з рахунком 30–17. У міжнародному сезоні 2013 року він ще дев'ять разів виходив на заміну, оскільки міцно закріпився як постійний член національної збірної. Колісі також зіграв два матчі за ПАР на Чемпіонаті світу з регбі 2015 проти Японії та Самоа.

Колісі став першим темношкірим гравцем, який очолив національну збірну у тестовому матчі проти збірної Англії 9 червня 2018 року. Він був капітаном південноафриканської збірної на Чемпіонаті світу з регбі 2019 року у Йокогамі, Японія, перемігши Англію з рахунком 32–12 у фіналі та вигравши Кубок Вебба Елліса. Це була третя перемога Південної Африки на Кубку світу, зрівнявшись з Новою Зеландією. Сія Колісі став першим чорношкірим капітаном команди, яка виграла чемпіонат світу.

Мурал Колісі на Солт-Рівер

## Особисте життя
Колісі одружився з Рейчел Сміт у 2016 році дітей: син Ніколас Сіямтханда (2015 р.н.) і дочка Кезія (2017 р.н.). У 2014 році Сія взяв під свою опіку своїх одноутробних систер Лієму та Ліфело, які після смерті матері у 2009 році виховувались у дитячих будинках і прийомних сім'ях у Порт-Елізабет. Рейчел, на рік старша Сія, родом з Гремстауна до материнства займалася організацією різноманітних заходів.
Колісі — побожний християнин.
Колісі є затятим фанатом англійського клубу «Ліверпуль».
У 2022 році alma mater Колісі середня школа Грей з гордістю перейменувала своє перше XV поле для регбі на честь свого найвідомішого учня.

## Філантропія
У відповідь на пандемію COVID-19 у Південній Африці у 2020 році Колісі з дружиною заснували фонд. Мета якого змінити наративи нерівності у Південній Африці. Основні напрямки діяльності Фонду Колісі стосуються системних проблем, пов'язаних із гендерним насильством, продовольчою безпекою, освітою та спортом, приділяючи особливу увагу містечку Звіде, де виріс Колісі, й іншим районам Південної Африки з обмеженими ресурсами. Колісі зі своїм другом і гравцем у крикет Фафом дю Плессі пожертвували їжу для програми вуличної кухні у громаді Бонтехойвелі під час пандемії.

## Статистика

### Тестові матчі
| Opponent                | P  | W  | D | L  | Tri | Pts | Win % |
| ----------------------- | -- | -- | - | -- | --- | --- | ----- |
| Аргентина               | 10 | 8  | 0 | 2  | 4   | 20  | 80    |
| Австралія               | 8  | 3  | 2 | 3  | 0   | 0   | 50    |
| British and Irish Lions | 3  | 2  | 0 | 1  | 0   | 0   | 66.67 |
| Канада                  | 1  | 1  | 0 | 0  | 0   | 0   | 100   |
| Англія                  | 6  | 3  | 0 | 3  | 0   | 0   | 50    |
| Франція                 | 6  | 6  | 0 | 0  | 1   | 5   | 100   |
| Грузія                  | 1  | 1  | 0 | 0  | 0   | 0   | 100   |
| Ірландія                | 4  | 2  | 0 | 2  | 0   | 0   | 50    |
| Італія                  | 1  | 1  | 0 | 0  | 0   | 0   | 100   |
| Японія                  | 3  | 2  | 0 | 1  | 0   | 0   | 66.67 |
| Намібія                 | 1  | 1  | 0 | 0  | 1   | 5   | 100   |
| Нова Зеландія           | 10 | 3  | 0 | 7  | 0   | 0   | 30    |
| Самоа                   | 2  | 2  | 0 | 0  | 0   | 0   | 100   |
| Шотландія               | 3  | 3  | 0 | 0  | 0   | 0   | 100   |
| Уельс                   | 7  | 5  | 0 | 2  | 1   | 5   | 71.43 |
| Total                   | 67 | 43 | 2 | 21 | 7   | 35  | 64.18 |

P = ігр зіграно, W = переможних ігор, D =  нічії, L = програних ігор, Tri = спроб зараховано, Pts = очок зараховано

### Тестові спроби (9)
| Спроба | Суперник      | Місто                     | Місце проведення                 | Змагання                                         | Дата              | Результат      |
| ------ | ------------- | ------------------------- | -------------------------------- | ------------------------------------------------ | ----------------- | -------------- |
| 1      | Франція       | Дурбан, ПАР               | Стадіон Кінгс Парк               | Тестовий матч                                    | 17 червня 2017    | Перемога 37–15 |
| 1      | Аргентина     | Порт-Елізабет, ПАР        | Стадіон Нельсон Мандела Бей      | Чемпіонат з регбі 2017                           | 19 серпня 2017    | Перемога 37–15 |
| 2      | Аргентина     | Сальта, Аргентина         | Стадіон Падре Ернесто Мартеарена | Чемпіонат з регбі 2017                           | 26 серпня 2017    | Перемога 41–23 |
| 1      | Аргентина     | Мендоса, Аргентина        | Стадіон Мальвінас Аргентина      | Чемпіонат з регбі 2018                           | 25 серпня 2018    | Поразка 19–32  |
| 1      | Намібія       | Префектура Айчі, Японія   | Стадіон Тойота                   | Чемпіонат світу з регбі 2019                     | 28 вересня 2019   | Перемога 57–3  |
| 1      | Уельс         | Кейптаун, Південна Африка | Стадіон Кейптаун                 | 2022 Уельський тур ПАР                           | 16 липня 2022     | Перемога 30–14 |
| 1      | Аргентина     | Дурбан, ПАР               | Стадіон Кінгс Парк               | Чемпіонат з регбі 2022                           | 24 вересня 2022   | Перемога 38–21 |
| 1      | Франція       | Марсель, Франція          | Стадіон Велодром                 | Міжнародні змагання з регбі наприкінці 2022 року | 12 листопада 2022 | Поразка 26–30  |
| 1      | Нова Зеландія | Лондон, Англія            | Стадіон Твікенем                 | Підготовчі матчі Чемпіонату світу з регбі 2023   | 25 серпня 2023    | Перемога 7–35  |

## Статистика Супер регбі
| Сезон | Команда | Ігри | Starts | Sub | Mins  | Спроби | Очки | ЖК | RK |
| ----- | ------- | ---- | ------ | --- | ----- | ------ | ---- | -- | -- |
| 2012  | Стомерс | 16   | 15     | 1   | 1,165 | 1      | 5    | 0  | 0  |
| 2013  | Стомерс | 13   | 13     | 0   | 956   | 2      | 10   | 0  | 0  |
| 2014  | Стомерс | 15   | 9      | 6   | 733   | 1      | 5    | 0  | 0  |
| 2015  | Стомерс | 16   | 12     | 4   | 885   | 1      | 5    | 0  | 0  |
| 2016  | Стомерс | 16   | 11     | 5   | 801   | 2      | 10   | 1  | 0  |
| 2017  | Стомерс | 13   | 13     | 0   | 1,009 | 6      | 30   | 0  | 0  |
| 2018  | Стомерс | 15   | 14     | 1   | 1,042 | 2      | 10   | 0  | 0  |
| 2019  | Стомерс | 11   | 10     | 1   | 765   | 4      | 20   | 1  | 0  |
| 2020  | Стомерс | 1    | 1      | 0   | 26    | 0      | 0    | 0  | 0  |
| Total | Total   | 116  | 98     | 18  | 7,382 | 19     | 95   | 2  | 0  |